# 寒朗
寒 朗（かん ろう、26年 - 109年）は、後漢の官僚・儒学者。字は伯奇。本貫は魯国薛県。

## 略歴
誕生は新末後漢初の戦乱のおりで、生後3日でいばらに捨てられた。数日後に戦闘が止み、母親が行ってみると、寒朗はまだ息をしていたので、再び拾って養った。成長すると経学を好み、経書の注釈に広く通じて、弟子たちに『尚書』を教えていた。孝廉に察挙された。
永平年間、謁者として侍御史を代行した。ときに寒朗は司徒・司空・太尉の三府の掾属らとともに楚王劉英の反乱計画事件をめぐって顔忠や王平らを取り調べた。ふたりから遂郷侯耿建・朗陵侯臧信・濩沢侯鄧鯉・曲成侯劉建らの名が挙がったため、かれらが連行されて証言を求められた。劉建らは顔忠や王平と会ったこともないと証言した。このとき明帝の怒りは凄まじく、取り調べにあたった官吏たちは皇帝の怒りに触れることを恐れて、あらゆる人々を連座させて陥れる勢いであった。寒朗は冤罪を心配して、試みに劉建らに顔忠と王平に質問させると、ふたりは驚きあわてて答えることができなかった。寒朗は顔忠と王平が劉建らの名を挙げたのは偽りだったと知り、劉建らの無実を明帝に報告した。明帝は寒朗の報告を疑って責めたが、寒朗が一命を賭して言を曲げなかったことから、明帝は怒りを解いた。明帝が自ら洛陽の獄を訪れて囚人1000人あまりを釈放させた。顔忠と王平が獄中で死ぬと、寒朗は自らこれをわが罪として獄に入った。赦令を受けて釈放され、免官された。後に再び孝廉に挙げられた。
建初年間、章帝が群臣を集めて大宴会を開くと、寒朗は以前の恩を謝した。章帝は寒朗が先帝に対して忠義であったとして、易県県長に任じた。1年あまり後、寒朗は済陽県令に転じたが、母が死去したため官を去って喪に服した。87年（章和元年）、章帝が東方に巡狩し、済陽県に立ち寄ると、県の三老や官吏や民衆たちが寒朗の統治の状況を上書した。章帝が梁国に到着すると、寒朗を呼び出して面会した。章帝は寒朗を辟召の筆頭とするよう三府に命じた。これにより寒朗は司徒府に召し出された。永元年間、寒朗は清河太守として出向したが、法に触れて免官された。
109年（永初3年）、太尉の張禹が寒朗を博士に推薦し、公車で召し出そうとしたが、寒朗はすでに死去していた。享年84。

## 伝記資料
- 『後漢書』巻41 列伝第31